# 皮亞納海灣
皮亞納海灣 (科西嘉語：或 ) 是法國科西嘉的海滩，位于波尔托湾的阿雅克肖和卡尔维之间的皮亚纳。它與波尔托湾等地一道被列為联合国教科文组织世界遗产。當地海洋生物具有多样性，並且皮亞納海灣還有独特的马基斯灌丛带。